# Cỏ sả lá nhỏ
Cỏ sả lá nhỏ (tên khoa học Megathyrsus maximus), hay Cỏ Guinea, là một loài thực vật có hoa trong họ Hòa thảo. Loài này được Jacq. mô tả khoa học đầu tiên năm 1781.

## Hình ảnh

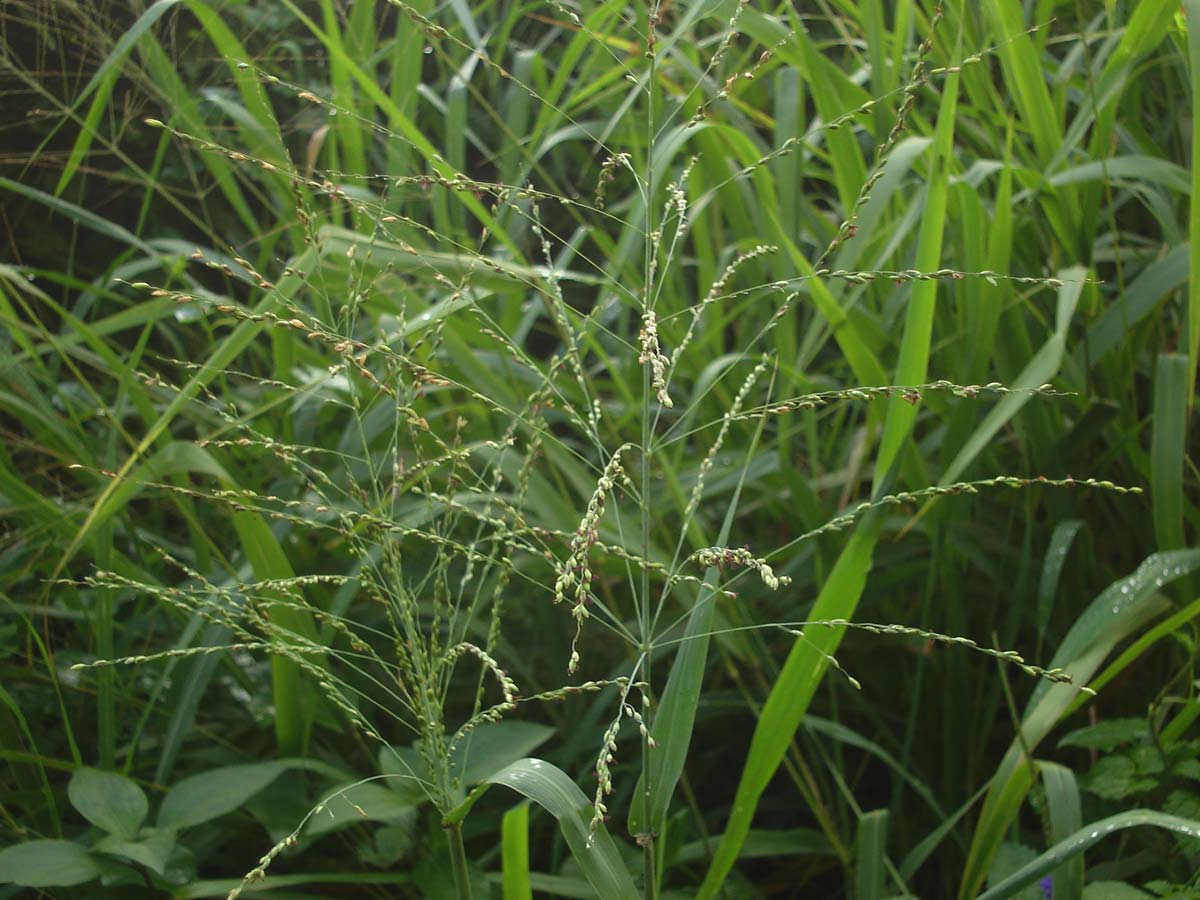
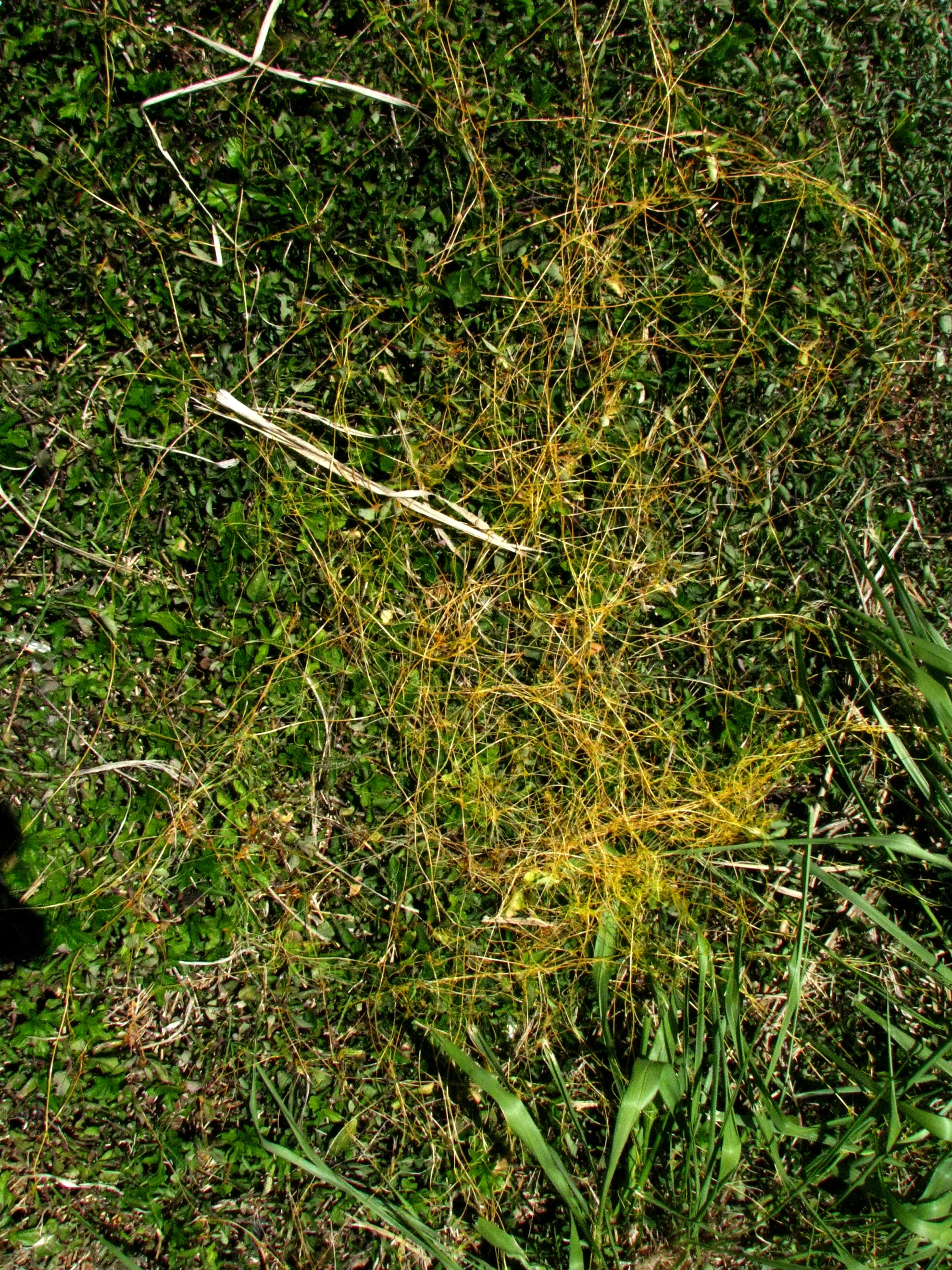
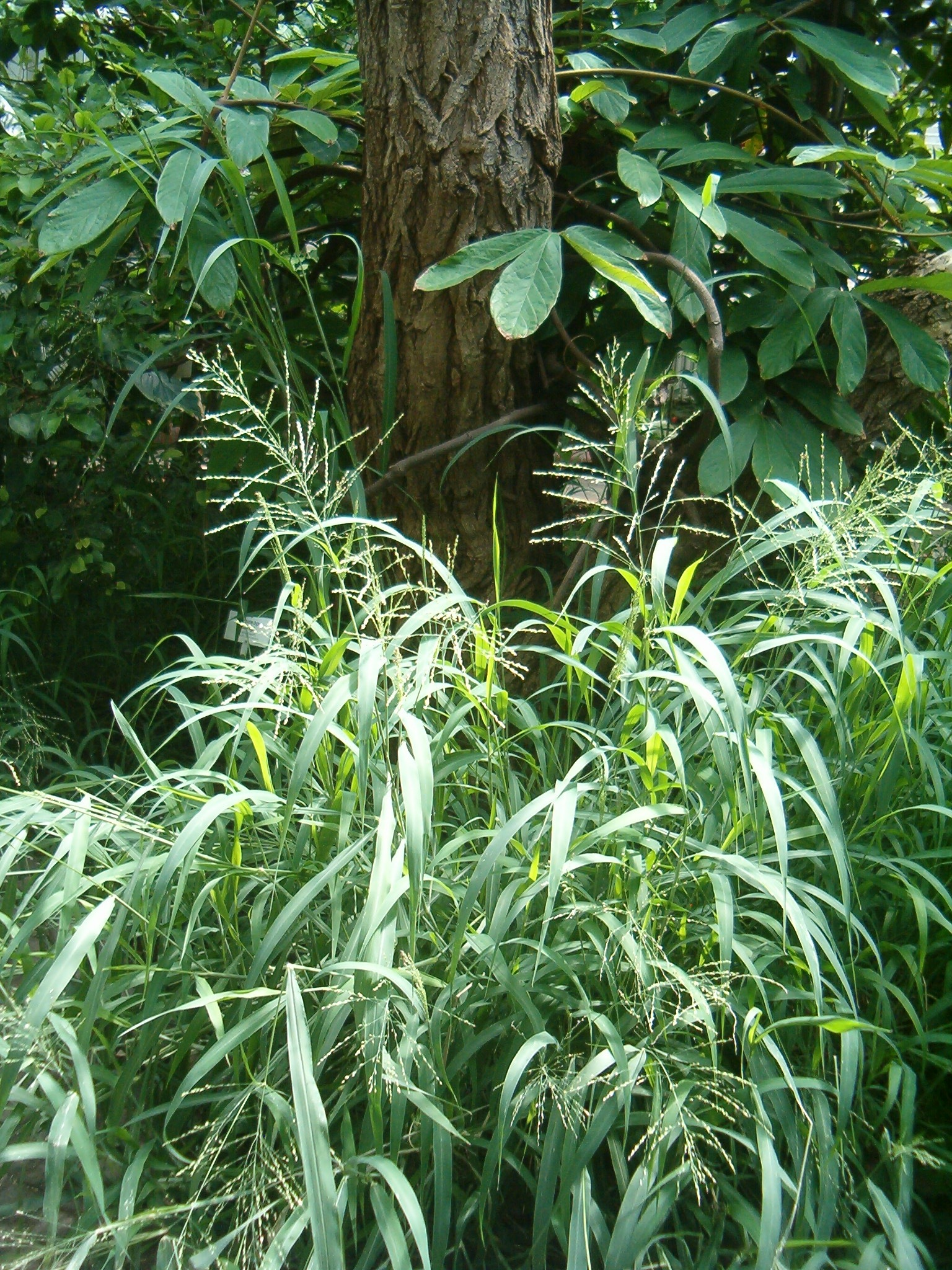
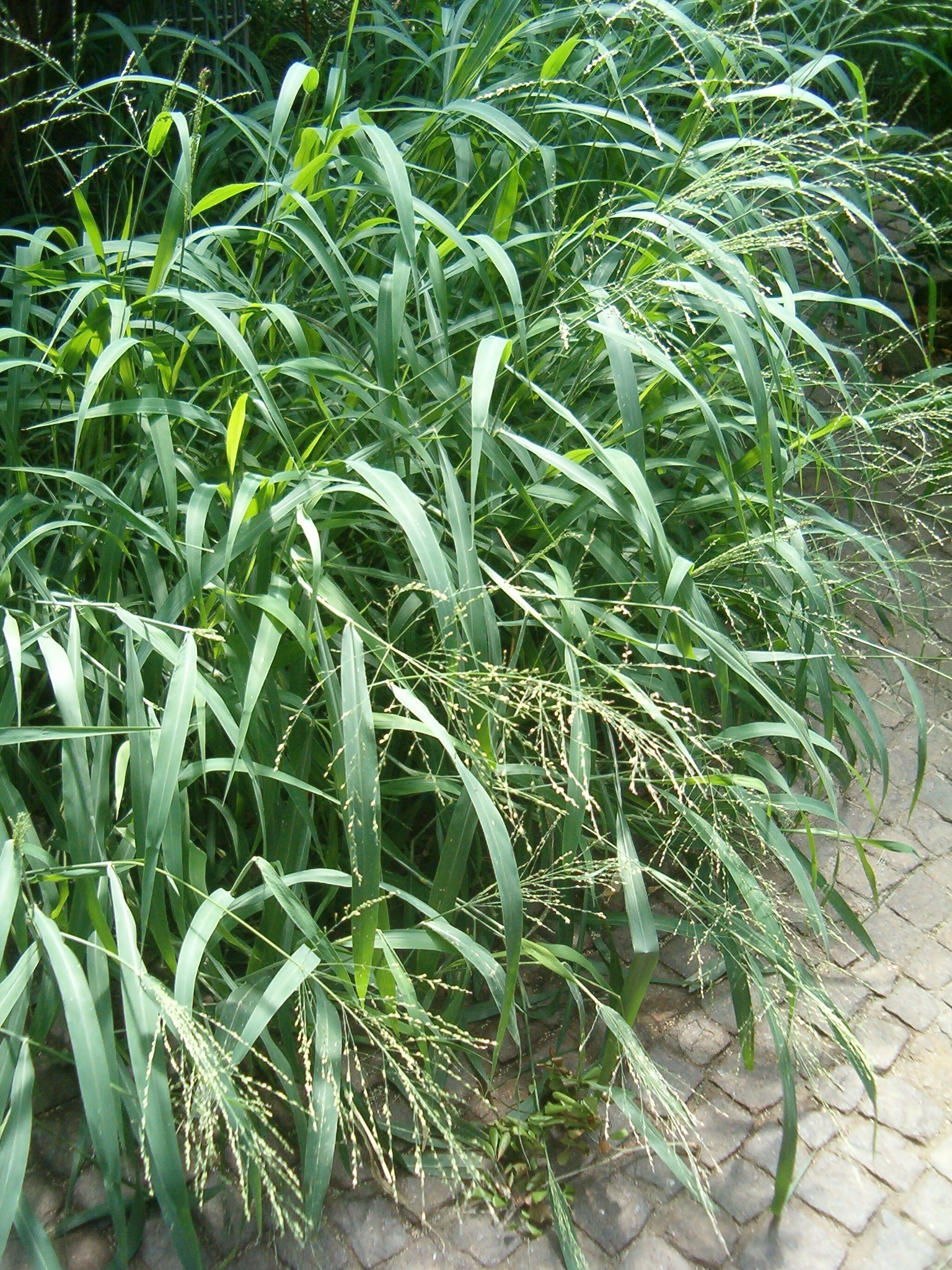